# Neutralaxel
Neutralaxel är en axel genom en balk i vilken de longitudinella spänningarna och töjningarna är lika med noll. Innebörden är att varken kompression eller förlängning sker längs med axeln. För en rak balk gjort av ett isotropiskt material med ett symmetriskt tvärsnitt kommer den longitudinella symmetriaxeln agera neutralaxel.